# Lebiasina taphorni
Lebiasina taphorni är en fiskart som beskrevs av Ardila Rodríguez 2004. Lebiasina taphorni ingår i släktet Lebiasina och familjen Lebiasinidae. Inga underarter finns listade i Catalogue of Life.